# Очеретяний, Владимир Владимирович
Владимир Владимирович Очеретяний (укр. Володимир Володимирович Очеретяний, позывной — Медбрат; 9 июня 1979, Березянка — 3 марта 2023, Диброва) — украинский военнослужащий, младший сержант, участник российско-украинской войны. Герой Украины (2024, посмертно).

## Биография
Родился в селе Березянка Житомирской области. В 2000 году окончил Житомирское медицинское училище по специальности «лечебное дело». После этого переехал с семьёй в село Ходорков Попельнянского района. Позже получил высшее образование по специальности «физическая реабилитация».
С началом полномасштабного вторжения России в Украину в 2022 году вступил в ряды территориальной обороны Попельнянской сельской общины. С октября 2022 года служил старшим боевым медиком 2-й стрелковой роты Киевской территориальной обороны в составе 112-й отдельной бригады территориальной обороны.
Погиб 3 марта 2023 года в бою возле села Диброва Луганской области. Похоронен в селе Ходорков. У него остались жена и сын.

## Награды
- Звание «Герой Украины» с удостоением ордена «Золотая Звезда» (26 июля 2024, посмертно) — за личное мужество и героизм, проявленные в защите государственного суверенитета и территориальной целостности Украины, верность военной присяге[1].
- Орден «За мужество» III степени (1 марта 2023, посмертно) — за личное мужество и самоотверженные действия, проявленные в защите государственного суверенитета и территориальной целостности Украины, верность военной присяге[2].